# Kleines Flohkraut
Das Kleine Flohkraut (Pulicaria vulgaris) ist eine Pflanzenart aus der Gattung der Flohkräuter (Pulicaria) innerhalb der Familie der Korbblütler (Asteraceae).

## Beschreibung

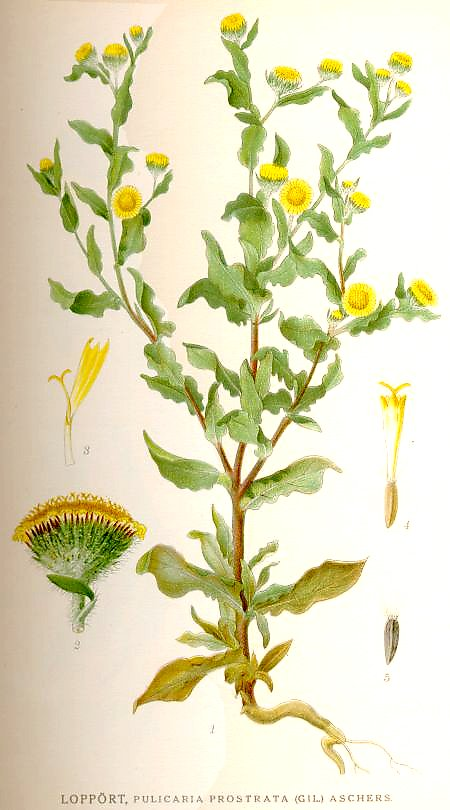
Illustration

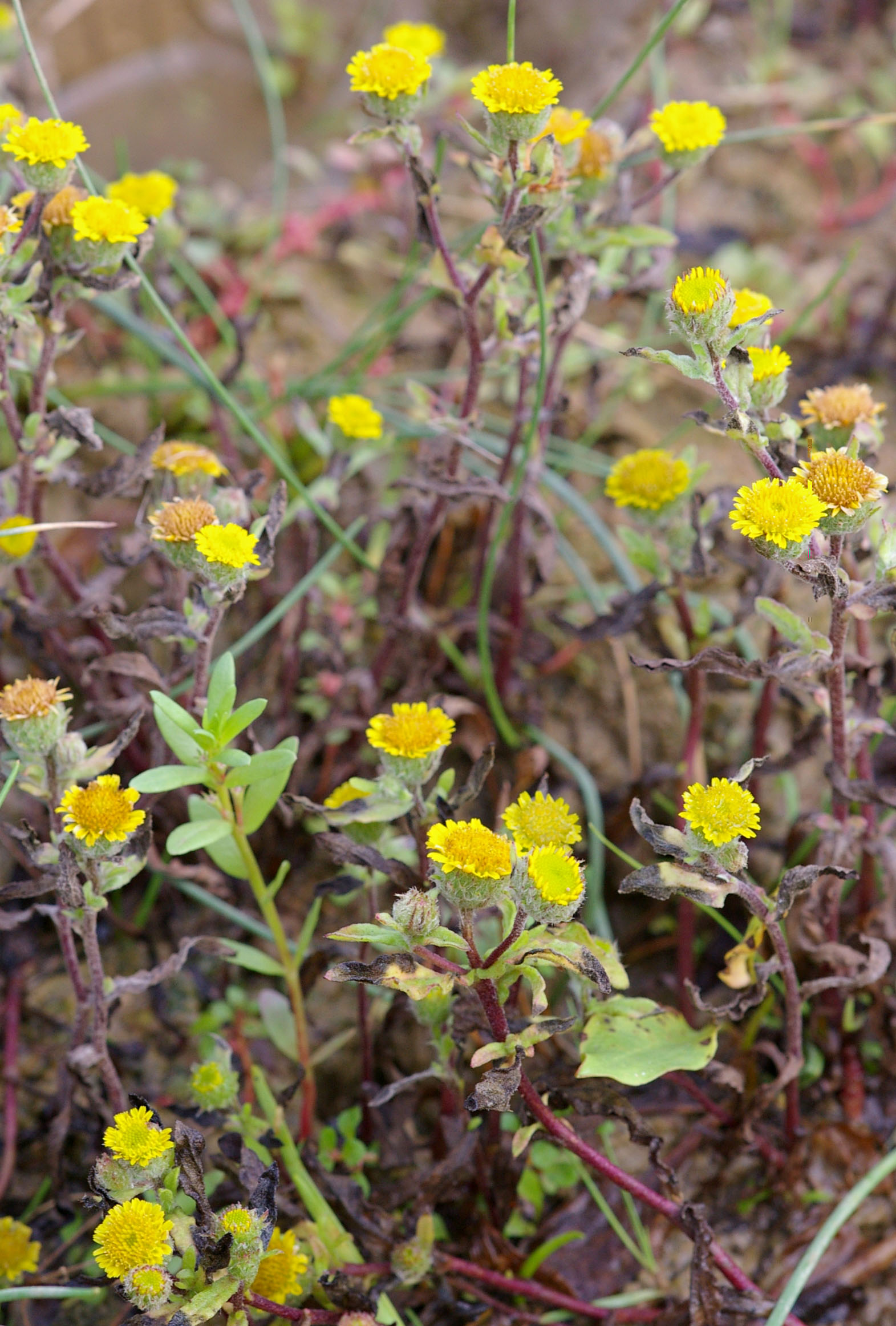
Habitus und Blütenkörbchen

### Vegetative Merkmale
Das Kleine Flohkraut ist eine einjährige krautige Pflanze, die Wuchshöhen von 7 bis 45 Zentimetern erreicht. Sie ist stark sparrig verzweigt und die Verzweigung beginnt bereits unterhalb der Mitte des Stängels, wobei die Seitenäste oft länger sind als der Hauptast.
Von den Laubblättern sind die oberen mit gerundeter Spreitenbasis halbstängelumfassend oder sitzend. Die Blattspreite ist breit-lanzettlich, unterseits lang behaart und gewellt.

### Generative Merkmale
In lockeren, rispigen Gesamtblütenständen befinden sich körbchenförmige Teilblütenstände. Die Körbchen haben Durchmesser von etwa 10 Millimetern und enthalten Zungen- sowie Röhrenblüten. Die Zungenblüten sind schmutziggelb, kaum länger als die Röhrenblüten und überragen ihre Hülle kaum.
Die Blütezeit reicht von Juli bis September.
Die Chromosomenzahl beträgt 2n = 18.

## Vorkommen
Das weite Verbreitungsgebiet des Kleinen Flohkrauts erstreckt sich von den Kanarischen Inseln über Nordafrika und durch West-, Mittel- und Osteuropa, nördlich bis Skandinavien, östlich bis Zentralasien, die Mongolei und den Ussuri. In Deutschland kommt es vor allem an den Ufern der großen Flüsse (Rhein, Weser, Elbe, Oder) vor. Die Art ist in Deutschland nach Floraweb gefährdet aber nicht gesetzlich geschützt. In der Schweiz sind die Vorkommen erloschen.
Das Kleine Flohkraut gedeiht meist auf feuchtnassen, stickstoffreichen Lehm- oder Tonböden. Es besiedelt Sumpfwiesen, Röhrichte und nasse Wegränder. Es fehlt in Sandgebieten und ebenso in Gegenden mit etwas rauem Klima. Sonst findet man es selten, es steht aber oft in mäßig individuenreichen Beständen. Es steigt kaum irgendwo auf Höhenlagen von über 800 Metern. Im Verband der Zwergbinsengesellschaften (Nanocyperion), im Verband des Bidention tripartitae und Agropyro-Rumicion kommt es vergesellschaftet mit Bidens tripartita, Ranunculus sceleratus und Potentilla anserina vor.

## Inhaltsstoffe
Wichtiger Pflanzeninhaltsstoff ist das Polyen Cosmen, ein konlungiert ungesättigtes, acyclisches Monoterpen, das in ätherischen Ölen sehr verbreitet ist, z. B. mit einem Gehalt von 20–40 % im ätherischen Öl von Cosmos bipinnatus (Asteraceae) = fiederblättriges Schmuckkörbchen.

## Sonstiges
Das zur Tribus Inuleae gehörende Kleine Flohkraut wurde auch als Alant (lateinisch früher Pulicaria minor genannt) bezeichnet. In der mittelalterlichen Heilkunde wurde das Kleine Flohkraut wie das Große Flohkraut eingesetzt.